# Redneck Rampage
Redneck Rampage est un jeu vidéo de tir à la première personne sorti en 1997.
Le jeu utilise le moteur Build développé par Ken Silverman.
Ce jeu a connu deux suites : Redneck Rampage: Suckin' Grits on Route 66 et Redneck Rampage Rides Again.
Redneck Deer Huntin', utilisant le même moteur de jeu et édité par les mêmes développeurs, n'a cependant aucun rapport avec la trilogie de Redneck Rampage.

## Versions ultérieures
Il existe plusieurs add-ons de Redneck Rampage :
- Redneck Rampage: The Early Years ;
- Redneck Rampage: Cuss Pack (rajoutant uniquement des digitalisations vocales) ;
- Redneck Rampage: So You Wanna Be A Redneck (une compilation de 75 cartes créées dans le cadre d'un concours).